# Сан-Марино на зимних Олимпийских играх 1992
Сан-Марино принимало участие в Зимних Олимпийских играх 1992 года в Альбервиле (Франция), но не завоевало ни одной медали. Представляли страну на играх трое спортсменов: Андреа Саммартини, Джейсон Гасперони и Николя Эрколани.

## Лыжные гонки
Сан-Марино на Олимпийских играх Альбервиле было представлено одним лыжником, который участвовал в двух дисциплинах: гонке на 10 км и в гонке преследования. На 10 км гонке Саммаритани занял предпоследнее место, обогнав только лыжника из Марокко, пришедшего более чем на 20 минут позже него. В гонке преследования Саммаритани занял 97 место, обогнав двух представителей Марокко.
| Дисциплина                   | Спортсмен         | Race      | Race  |
| Дисциплина                   | Спортсмен         | Время     | Место |
| ---------------------------- | ----------------- | --------- | ----- |
| 10 км C                      | Андреа Саммартини | 47:37.8   | 109   |
| 15 км гонка преследования1 F | Андреа Саммартини | 1’22:39.4 | 97    |

1 Starting delay based om 10 km results. 

C = Classical style, F = Freestyle

## Горнолыжный спорт
В горнолыжных дисциплинах Сан-Марино было представлено двумя спортсменами, которые приняли участие в трёх дисциплинах: слаломе, гигантском слаломе и супергиганте. Оба спортсмена смогли квалифицироваться только в одной дисциплине. Так Николя Эрколани занял 66 место из 93 в гигантском слаломе, а Джейсон Гасперони занял 59 место среди 91 участников в супер-гиганте.
| Спортсмен         | Дисциплина        | Заезд 1 | Заезд 2 | Общее время | Общее время |
| Спортсмен         | Дисциплина        | Время   | Время   | Время       | Место       |
| ----------------- | ----------------- | ------- | ------- | ----------- | ----------- |
| Джейсон Гасперони | Супергигант       |         |         | DNF         | —           |
| Николя Эрколани   | Супергигант       |         |         | 1:23.72     | 66          |
| Николя Эрколани   | Гигантский слалом | DNF     | —       | DNF         | —           |
| Джейсон Гасперони | Гигантский слалом | 1:20.74 | 1:17.61 | 2:38.35     | 59          |
| Джейсон Гасперони | Слалом            | DNF     | —       | DNF         | —           |
| Николя Эрколани   | Слалом            | DNF     | —       | DNF         | —           |